# Stegelleta incisa
Stegelleta incisa är en rundmaskart. Stegelleta incisa ingår i släktet Stegelleta och familjen Cephalobidae. Inga underarter finns listade i Catalogue of Life.